# Чандлер Парсонс
Чандлер Еван Парсонс (енгл. Chandler Evan Parsons; Каселбери, Флорида, 25. октобар 1988) бивши је амерички кошаркаш. Играо је на позицији крила.

## Успеси

### Појединачни
- Идеални тим новајлија НБА — друга постава: 2011/12.